# Poachelas solitarius
Espèce
Poachelas solitarius est une espèce d'araignées aranéomorphes de la famille des Trachelidae.

## Distribution
Cette espèce est endémique du Zimbabwe. Elle se rencontre dans le parc national de Matobo.

## Description
Le mâle holotype mesure 4,23 mm.

## Publication originale
- Haddad & Lyle, 2008 : Three new genera of tracheline sac spiders from southern Africa (Araneae: Corinnidae). African Invertebrates, vol. 49, no 2, p. 37-76.